# Georges de Nantes
Georges de Nantes (Tolone, 3 aprile 1924 – Saint-Parres-lès-Vaudes, 15 febbraio 2010) è stato un presbitero e scrittore francese, di ispirazione cattolica tradizionalista e fondatore della Lega della controriforma cattolica ed è stato sospeso a divinis dal vescovo della sua diocesi di residenza; fu famoso nei primi anni settanta per la dichiarazione Liber accusationis in cui presentò a papa Paolo VI un'accusa di eresia, scandalo e scisma rivolta nei confronti dello stesso Montini. La sua comunità religiosa è considerata in Francia come una setta.